# Таран (морской)

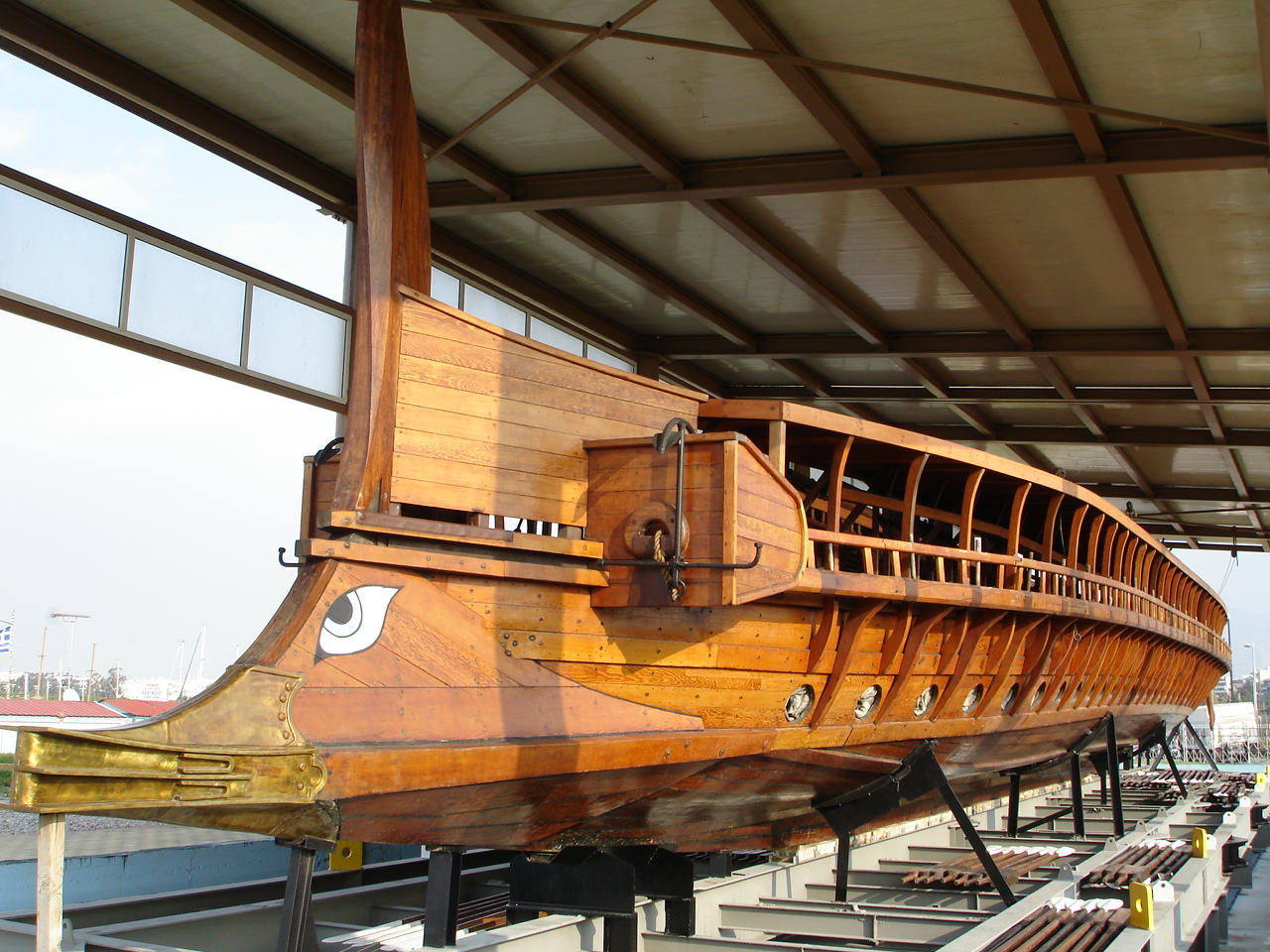
Бронзовый таран триремы «Олимпия».

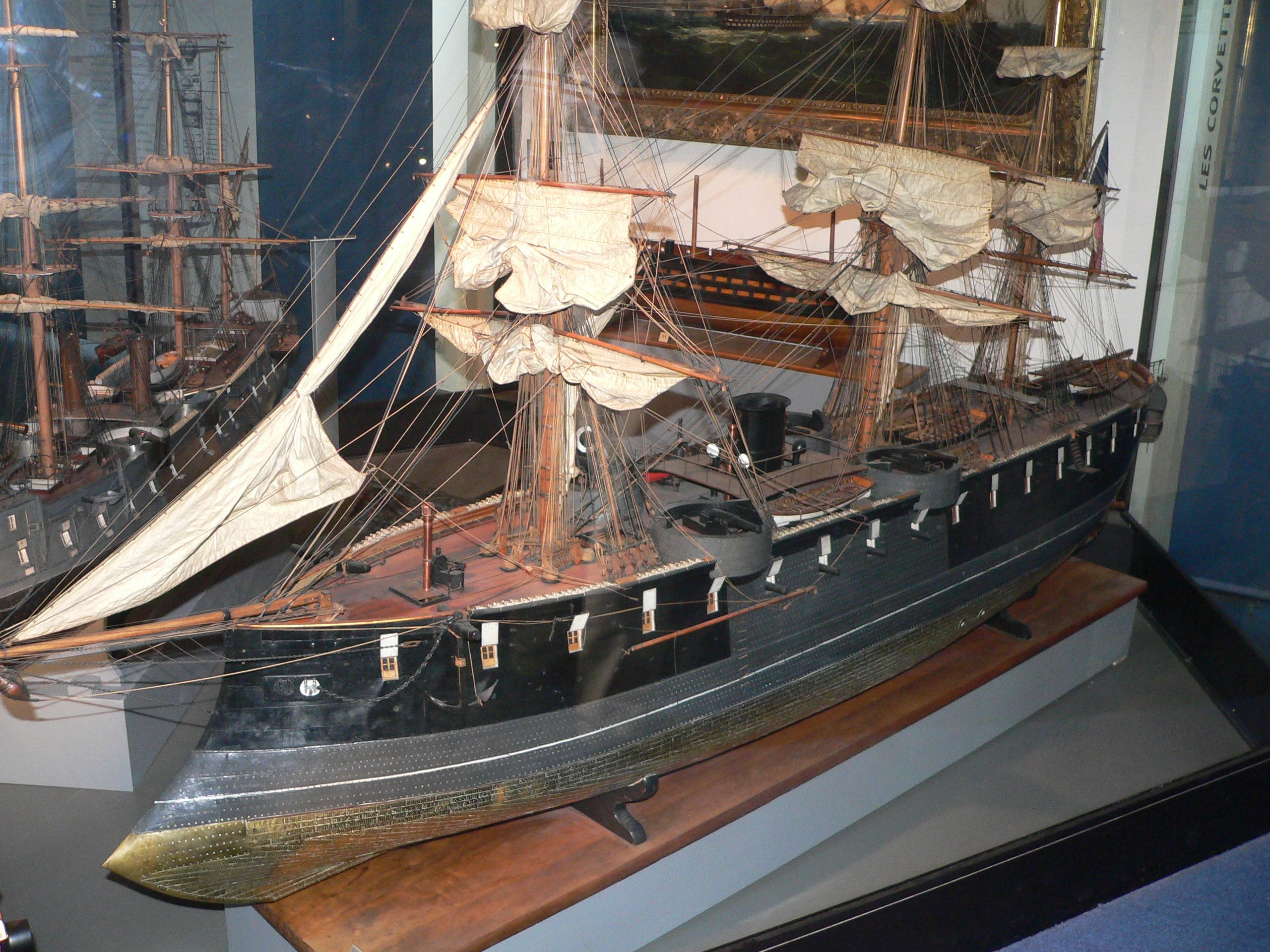
Модель французского броненосца с таранным образованием форштевня и установленным на нём бронзовым тараном (шпироном).

Тара́н — разновидность вооружения корабля, предназначенная для боя на самой короткой дистанции и имеющая вид конструктивного элемента форштевня в виде массивного бивня (шпирона), предназначенного для поражения подводной части вражеского корабля с целью потопления. Также сам тактический приём использования данного оружия в бою.
Активно применялся в эпоху гребного флота, начиная с античных времён, а также ограниченно — в эпоху зарождения броненосного флота (1860-е — 1890-е годы).
Следует отличать таранное образование форштевня как форму судовой архитектуры от собственно тарана как конструктивного элемента (шпирона) — многие корабли рубежа XIX и XX веков имели форштевень таранной формы, служивший цели улучшения обтекания корпуса водой, но уже не имели самого тарана. Более того, таранное образование мог иметь и ахтерштевень (на многих французских кораблях того же периода), хотя применять его в бою в качестве тарана никогда не планировалось.

## Античность
[[File:Carthaginian naval ram.jpg|thumb|upright=0.6|alt=A large, worked block of bronze|{{center|Карфагенский морской таран с мольбой к богу Ваалу, поднятый археологами из-под воды с места битвы при Эгатских островах. На нем видны следы повреждений в виде V-образных царапин, предположительно в результате встречного удара с римским тараном]]

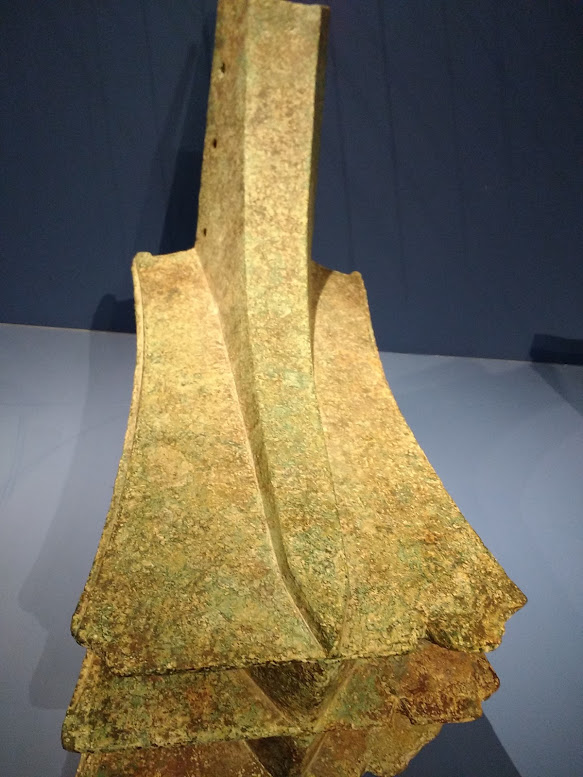
center|Карфагенский морской таран с мольбой к богу Ваалу, поднятый археологами из-под воды с места битвы при Эгатских островах. На нем видны следы повреждений в виде V-образных царапин, предположительно в результате встречного удара с римским тараном

Основным оружием гребных кораблей греков и римлян был эмболон (лат. ростр) — подводный таран. Считается, что изначально он возник в качестве водореза или носового бульба, служащего для повышения штормовой мореходности корабля, и лишь около VIII века до н. э., после появления достаточно тяжёлых для этого кораблей, его стали усиливать и применять в качестве «ударного оружия». Видимо, одно время его делали заострённым, в виде шипа, но при этом имелся риск застревания в борту противника, поэтому его классический вариант имел уплощённую форму стилизованного трезубца. Такой таран не пробивал, а скорее проламывал борт, причём был весьма опасен для кораблей, построенных по античной технологии, с их лёгкими корпусами и связанными друг с другом на всём протяжении досками обшивки, так, что от удара на большом протяжении вскрывались её швы. Отлитый из бронзы таран был прямым продолжением массивной килевой балки корабля, и ещё дополнительно усиливался расположенным на уровне ватерлинии усиленным поясом обшивки — бархоутом, так что энергия удара весьма эффективно гасилась, не повреждая сам корабль (при таране, просто прикреплённом к форштевню, неизбежно возникает течь сразу после удара — именно это случилось с броненосцем флота Конфедеративных Штатов Америки «Вирджиния», у которого после тарана был сломан форштевень и появился дифферент на нос, что со временем вынудило его выйти из боя, даже несмотря на полную неуязвимость для пушек федерального флота).
Даже у сравнительно лёгких бирем ростр, по данным археологических раскопок, мог весить до полутонны. Так что, разогнавшись до большой скорости, даже сравнительно лёгкая галера в 40 тонн водоизмещения без особого труда пробивала им борт равного себе противника, тем более, что последний был не слишком толст, опять же, для обеспечения высоких скоростных характеристик. Чтобы нос корабля не слишком глубоко внедрялся в корпус противника и не застревал, на поздних античных галерах — уже намного более тяжёлых — применялся проэмболон — малый надводный таран, обычно имевший форму головы животного.
Знали греки и другие способы поразить противника. Например, корабли сближались нос к носу и проходили вплотную друг к другу, либо наносился скользящий удар носом одного корабля в борт другого по касательной. Если экипаж одного из кораблей не успевал убрать вёсла, то их ломало, при этом травмируя гребцов и лишая корабль подвижности и маневренности, после чего он становился лёгкой жертвой таранящих. Скользящий удар по борту не топил вражеский корабль, а сбивал с него гребцов и повреждал корпус, вызывая в нём течи, будучи при этом намного безопаснее для выполняющего этот манёвр. Судя по всему, абордажной тактики греки классической эпохи широко не применяли, предпочитая таран, хотя на корабле могли находиться стрелки и некоторое количество солдат — не слишком много, чтобы не ухудшать ход корабля, от которого зависело его выживание в бою.

## Броненосный флот
С началом применения парового двигателя на кораблях их скорость, мощность и манёвренность возросли. Это позволило вновь вернуться к идее использования одетого в железо корпуса судна в качестве наступательного оружия. Ещё в 1840 году французский адмирал Николай Ипполит Лабрусс предложил построить снабжённый специальным тараном пароход, а в 1859 году Дюпюи де Лом разработал проект броненосца с тараном.
Успех «CSS Virginia» в 1862 году во время битвы на рейде Хэмптон-Роудс, протаранившей «USS Cumberland», привлёк большое внимание и вынудил большинство флотов переосмыслить роль тарана. Первый французский береговой броненосец «Taureau», построенный в 1863 году, уже был вооружён тараном.
В сражении при Лиссе в ходе австро-итальянской войны (1866 год) флагманский броненосец австрийского адмирала Тегетхоффа «Фердинанд Макс» протаранил итальянский броненосец «Ре д‘Италия». Победа адмирала оказала революционное влияние на принципы постройки военных судов во всем мире, которые начали снабжаться тараном в носовой части. Более того, в 60-х годах XIX века строились суда береговой обороны, специально предназначенные для таранов. В этот период развития военно-морской истории, когда артиллерия не могла пробить броню новых кораблей, таран зачастую использовался как основное средство нанесения урона враждебному флоту.
Например, в сражении при Икике 21 мая 1879 года перуанский монитор «Уаскар» успешно таранил чилийский фрегат «Эсмеральда», а другой перуанский броненосец — «Индепенденсия» — наоборот, в результате неудачной попытки таранить чилийскую шхуну «Ковадонга» сел на мель и в дальнейшем был сожжён.
22 июня 1893 года в результате неудачного манёвра, совершённого по приказанию командующего английской средиземноморской эскадрой вице-адмирала Тройона, броненосец «Кампердаун», имевший носовой таран, врезался в борт новейшего броненосца «Виктория», на котором держал флаг сам Тройон. Корабль при малом крене в условиях полного штиля внезапно перевернулся и утонул почти со всем экипажем, включая вице-адмирала.
Известный морской офицер С. О. Макаров, будучи командиром военного корабля, стоявшего в Пирее, был крайне озабочен теснотой акватории и опасался, что его снабжённый тараном корабль сможет стать виновником катастрофы. Поэтому он приказал сплести из концов чехол, надеваемый на форштевень своего корабля, названный «макаровским намордником», который действительно оказался полезным при обеспечении безопасности маневрирующих в гавани кораблей.
Инцидент с «Викторией», а также быстрота, с которой в мирное время шли на дно случайно протараненные суда, время от времени снова возбуждало интерес кораблестроителей к снабжению боевых судов тараном.
Броненосные крейсеры того времени также снабжались таранами.
В качестве последнего корабля с таранным шпироном иногда называется уругвайский крейсер «Уругвай», построенный в Германии в 1910 году.

### Таранные корабли
Интерес к таранной тактике привёл к появлению значительного количества проектов боевых кораблей, ориентированных на применение тарана в качестве основного или даже единственного оружия. Это было во многом связано с периодическими кризисами артиллерии в противостоянии брони и снаряда: возможности артиллерии по потоплению современных броненосцев оценивались как низкие, в то время как удачная подводная пробоина, сделанная тараном или торпедой, могла отправить корабль на дно.
С развитием средств управления огнём и скорострельности тяжёлых орудий дистанции боя существенно возросли, и интерес к специализированным таранным кораблям исчез окончательно.

## XX век
К началу XX века, с развитием морской артиллерии и появлением торпед, значение тарана практически сошло на нет, однако он иногда применялся против подводных лодок противника и был достаточно эффективен, учитывая уязвимость корпуса подлодки и малый запас плавучести. Так, 18 марта 1915 года британский линкор «Дредноут», нарушив устав Британского флота, выкатился из строя кильватера и таранным ударом потопил немецкую подлодку «U-29», которой командовал капитан-лейтенант Отто Веддиген. Во время Первой мировой строились даже специализированные противолодочные корабли с усиленным в расчёте на таран подводной лодки форштевнем — хотя основным их оружием всё же были артиллерия и бомбомёты.
В апреле 1918 года в проливе Ла-Манш трансатлантический лайнер «Олимпик» таранным ударом потопил немецкую подлодку «U-103».
В ночь с 28 на 29 декабря 1938 года вышедший из бухты Альхесирас эсминец «Хорхе Луис Диас» военно-морского флота Испанской республики вступил в бой с канонерскими лодками франкистов. В ходе боя эсминец увеличил скорость, пошёл на сближение с канонерской лодкой «Вулкан» и протаранил её.
13 декабря 1939 года во время боя (битва у Ла-Платы) у берегов Южной Америки между немецким карманным линкором «Адмирал Граф Шпее» и английской эскадрой, в которую входил значительно слабее вооружённый и легче бронированный крейсер «Эксетер», немцам удалось уничтожить всю артиллерию главного калибра последнего. Тогда капитан крейсера Фредерик Белл решил направить свой горящий корабль на линкор с целью его таранить. Но капитан линкора Линдеман разгадал манёвр и ушёл с места боя под защитой дымовой завесы. По возвращении в Англию Белл был награждён высшей английской наградой — орденом Бани.
8 апреля 1940 года в Северном море недалеко от Нарвика британский эсминец «Глоувэм», остановившись для спасения упавшего за борт моряка, отстал от основных сил эскадры и столкнулся с эскадрой немецких кораблей в составе тяжёлого крейсера «Адмирал Хиппер» и пяти эсминцев. Командир эсминца капитан-лейтенант Руп принял бой. Прикрывшись дымовой завесой, «Глоувэм» обстрелял крейсер торпедами, от которых тому приходилось уворачиваться. Противоторпедные манёвры затрудняли стрельбу по эсминцу, но попадания в него были (в частности, 203-мм снаряд разбил радиорубку). В течение боя дистанция сократилась настолько, что в ход пошли даже зенитные автоматы. «Глоувэм» потратил все свои торпеды, так и не поразив цель, и пошёл на таран немецкого крейсера. На «Адмирале Хиппере» поняли его намерения и попытались направить форштевень в борт эсминца, но менее маневренный крейсер не успел развернуться в бурном море, и «Глоувэм» ударил его в нос в районе якоря с правого борта. Бортовая обшивка крейсера оказалась вдавленной на протяжении почти четверти длины корабля, вплоть до носового торпедного аппарата, который вышел из строя. Но в целом повреждения крейсера были невелики. В результате столкновения носовая часть эсминца отломилась. «Глоувэм» стал тонуть; командир немецкого крейсера Хейе приказал прекратить огонь, и в течение целого часа «Адмирал Хиппер» пытался спасти английских моряков из штормового моря. На борт из воды подняли 31 человека.
Ночью 28 августа 1941 года два советских бронекатера № 213 и 214 под командованием лейтенантов В. В. Тунгускова и В. И. Еськова в Выборгском заливе уничтожили таранными ударами 10 маломерных судов противника: три катера, два самоходных десантных судна, понтон с тяжёлым вооружением и четыре баркаса, перевозивших личный состав и боеприпасы.
Ночью 5 ноября 1942 года в южной части Ботнического залива финская подводная лодка «Ветехинен» таранным ударом уничтожила советскую подлодку «Щ-305».
2 августа 1942 года торпедный катер «РТ-109» во главе с Джоном Кеннеди во время ночного рейда против японских кораблей был протаранен японским эсминцем и был в результате разрезан пополам. При падении на палубу Джон сильно повредил и так травмированную до этого спину. Из тринадцати моряков мгновенно погибло двое, остальные были спасены благодаря своевременным и чётким действиям Кеннеди.
26 декабря 1942 года при эскортировании конвоя HX-219 эсминец «Гесперус» (HMS Hesperus) протаранил и потопил подводную лодку U 357.
13 июня 1944 года в северной части Чудского озера советский бронекатер № 213 под командованием лейтенанта Волкотруба во время боя с четырьмя катерами противника на полном ходу приблизился к одному из немецких катеров и ударил его форштевнем в борт, в результате немецкий катер затонул.
9 декабря 1944 года в Баренцевом море эсминец "Живучий" атаковал и таранил U-1163, но получившая повреждения ПЛ сумела вернуться на базу.
12 декабря 1944 года в Балтийском море советская подводная лодка «Лембит» под командованием А. М. Матиясевича протаранила и утопила немецкую подлодку «U-479».
4 января 1945 года в Балтийском море немецкий эсминец «Т-33» протаранил советскую подводную лодку «С-4».
В 1966 году у побережья Южного Вьетнама американский патрульный катер протаранил и потопил вьетконговкую джонку.
12 февраля 1988 года на Чёрном море советский сторожевой корабль «Беззаветный», выполняя приказ по вытеснению иностранных кораблей за пределы территориальных вод СССР, совершил навал (ошибочно принимаемый за таран) на крейсер ВМС США «Йорктаун», а сторожевой корабль «СКР-6» — на эсминец «Кэрон».